# Lijst van voetbalinterlands Malawi - Mozambique
Deze lijst van voetbalinterlands is een overzicht van alle officiële voetbalwedstrijden tussen de nationale teams van Malawi en Mozambique. De Zuidelijk Afrikaanse buurlanden speelden tot op heden 33 keer tegen elkaar. De eerste ontmoeting, een vriendschappelijke wedstrijd, werd op 6 juli 1981 in Blantyre gespeeld. Het laatste duel, eveneens een vriendschappelijke wedstrijd, vond plaats in Maputo op 14 juni 2023.

## Wedstrijden
| №  | Plaats         | Datum             | Competitie                                        | Wedstrijd           | Uitslag |
| -- | -------------- | ----------------- | ------------------------------------------------- | ------------------- | ------- |
| 1  | Blantyre       | 6 juli 1981       | Vriendschappelijk                                 | Malawi – Mozambique | 3 – 1   |
| 2  | Maputo         | 1 november 1981   | Vriendschappelijk                                 | Mozambique – Malawi | 1 – 0   |
| 3  | Lilongwe       | 30 maart 1985     | Afrika Cup 1986 kwalificatie                      | Malawi – Mozambique | 1 – 1   |
| 4  | Maputo         | 16 april 1985     | Afrika Cup 1986 kwalificatie                      | Mozambique − Malawi | 1 − 1   |
| 5  | Blantyre       | 26 september 1988 | Vriendschappelijk                                 | Malawi − Mozambique | 1 − 1   |
| 6  | Lilongwe       | 28 september 1988 | Vriendschappelijk                                 | Malawi − Mozambique | 1 − 0   |
| 7  | Blantyre       | 9 juli 1989       | Vriendschappelijk                                 | Malawi − Mozambique | 0 − 1   |
| 8  | Mzuzu          | 11 juli 1989      | Vriendschappelijk                                 | Malawi − Mozambique | 0 − 2   |
| 9  | Nchalo         | 19 augustus 1991  | Vriendschappelijk                                 | Malawi − Mozambique | 1 − 0   |
| 10 | Blantyre       | 20 augustus 1991  | Vriendschappelijk                                 | Malawi − Mozambique | 2 − 0   |
| 11 | Blantyre       | 26 mei 1996       | Vriendschappelijk                                 | Malawi − Mozambique | 1 − 0   |
| 12 | Blantyre       | 23 februari 1997  | Afrika Cup 1998 kwalificatie                      | Malawi − Mozambique | 2 − 0   |
| 13 | Lilongwe       | 12 april 1997     | COSAFA Cup 1997                                   | Malawi − Mozambique | 2 − 2   |
| 14 | Maputo         | 27 juli 1997      | Afrika Cup 1998 kwalificatie                      | Mozambique − Malawi | 2 − 1   |
| 15 | Mzuzu          | 6 juli 1998       | Vriendschappelijk                                 | Malawi − Mozambique | 2 − 1   |
| 16 | Lilongwe       | 8 juli 1998       | Vriendschappelijk                                 | Malawi − Mozambique | 2 − 2   |
| 17 | Blantyre       | 11 juli 1998      | Vriendschappelijk                                 | Malawi − Mozambique | 0 − 0   |
| 18 | Blantyre       | 15 april 2000     | COSAFA Cup 2000                                   | Malawi − Mozambique | 2 − 1   |
| 19 | Maputo         | 13 juni 2004      | COSAFA Cup 2004                                   | Mozambique − Malawi | 2 − 0   |
| 20 | Maputo         | 25 juni 2006      | Vriendschappelijk                                 | Mozambique − Malawi | 1 − 2   |
| 21 | Maputo         | 11 februari 2009  | Vriendschappelijk                                 | Mozambique − Malawi | 2 − 0   |
| 22 | Harare         | 25 oktober 2009   | COSAFA Cup 2009                                   | Malawi − Mozambique | 0 − 1   |
| 23 | Songo          | 19 december 2009  | Vriendschappelijk                                 | Mozambique − Malawi | 0 − 1   |
| 24 | Lilongwe       | 6 juli 2013       | Vriendschappelijk                                 | Malawi − Mozambique | 0 − 1   |
| 25 | Lilongwe       | 6 juli 2014       | Vriendschappelijk                                 | Malawi − Mozambique | 1 − 1   |
| 26 | Phokeng        | 25 mei 2015       | COSAFA Cup 2015                                   | Mozambique − Malawi | 2 − 2   |
| 27 | Durban         | 30 mei 2019       | COSAFA Cup 2019                                   | Malawi − Mozambique | 1 − 1   |
| 28 | Port Elizabeth | 11 juli 2021      | COSAFA Cup 2021                                   | Mozambique − Malawi | 2 − 0   |
| 29 | Johannesburg   | 7 september 2021  | WK 2022 kwalificatie                              | Malawi − Mozambique | 1 − 0   |
| 30 | Cotonou        | 16 november 2021  | WK 2022 kwalificatie                              | Mozambique − Malawi | 1 − 0   |
| 31 | Lilongwe       | 27 augustus 2022  | African Championship of Nations 2022 kwalificatie | Malawi − Mozambique | 1 − 1   |
| 32 | Maputo         | 4 september 2022  | African Championship of Nations 2022 kwalificatie | Mozambique − Malawi | 0 − 0   |
| 33 | Maputo         | 14 juni 2023      | Vriendschappelijk                                 | Mozambique − Malawi | 1 − 1   |

## Samenvatting
| Competitie                                   | Totaal gespeeld | Winst Malawi | Gelijk | Winst Mozambique | Doelsaldo Malawi – Mozambique |
| -------------------------------------------- | --------------- | ------------ | ------ | ---------------- | ----------------------------- |
| WK-kwalificatie                              | 1               | 0            | 0      | 1                | 1 − 1                         |
| Afrika Cup-kwalificatie                      | 4               | 1            | 2      | 1                | 5 − 4                         |
| African Championship of Nations-kwalificatie | 2               | 0            | 2      | 0                | 1 − 1                         |
| COSAFA Cup                                   | 7               | 1            | 3      | 3                | 7 – 11                        |
| Vriendschappelijk                            | 18              | 8            | 5      | 5                | 18 – 15                       |
| Totaal                                       | 33              | 11           | 12     | 10               | 32 – 32                       |

FAM · 
Bondscoaches · 
Topscorers · 
Malawisch vrouwenelftal
1962 - 1969 · 
1970 - 1979 · 
1980 - 1989 · 
1990 - 1999 · 
2000 – 2009 · 
2010 – 2019 ·
2020 − 2029
Algerije ·
Angola ·
Bangladesh ·
Benin ·
Botswana ·
Burkina Faso ·
Burundi ·
Comoren ·
Congo-Brazzaville ·
Congo-Kinshasa ·
Djibouti ·
Egypte ·
Equatoriaal-Guinea ·
Eritrea ·
Ethiopië ·
Gabon ·
Ghana ·
Guinee ·
Ivoorkust ·
Jemen ·
Kameroen ·
Kenia ·
Lesotho ·
Liberia ·
Libië ·
Madagaskar ·
Mali ·
Marokko ·
Mauritius ·
Mozambique ·
Namibië ·
Nigeria ·
Oeganda ·
Rwanda ·
Sao Tomé en Principe ·
Senegal ·
Seychellen ·
Sierra Leone ·
Soedan ·
Somalië ·
Swaziland ·
Tanzania ·
Togo ·
Tsjaad ·
Tunesië ·
Zambia ·
Zimbabwe ·
Zuid-Afrika ·
Zuid-Soedan
FMF · 
A-internationals · 
Mozambikaans vrouwenelftal
1970 – 1979 · 
1980 – 1989 · 
1990 – 1999 · 
2000 – 2009 · 
2010 – 2019 ·
2020 − 2029
Afrika Cup 1986 · 
Afrika Cup 1996 · 
Afrika Cup 1998 · 
Afrika Cup 2010
Algerije ·
Angola ·
Benin ·
Botswana ·
Burkina Faso ·
Centraal-Afrikaanse Republiek ·
Comoren ·
Congo-Brazzaville ·
Congo-Kinshasa ·
Egypte ·
Eritrea ·
Ethiopië ·
Gabon ·
Ghana ·
Guinee ·
Guinee-Bissau ·
Ivoorkust ·
Kaapverdië ·
Kameroen ·
Kenia ·
Lesotho ·
Libië ·
Madagaskar ·
Malawi ·
Mali ·
Marokko ·
Mauritanië ·
Mauritius ·
Namibië ·
Niger ·
Nigeria ·
Oeganda ·
Oman ·
Portugal ·
Rwanda ·
Senegal ·
Seychellen ·
Soedan ·
Somalië ·
Swaziland ·
Tanzania ·
Togo ·
Tunesië ·
Vietnam ·
Zambia ·
Zimbabwe ·
Zuid-Afrika ·
Zuid-Soedan